# Тюрин, Андрей Викторович
Андрей Викторович Тюрин (14 февраля 1968 года, Москва, СССР) — российский муниципальный деятель, с осени 2017 года глава муниципального округа Перово, с 10 сентября 2017 года. Депутат Совета депутатов муниципального округа района Перово, член всероссийской политической партии Единая Россия.

## Биография
Андрей Викторович Тюрин родился 14 февраля 1968 года в Москве, СССР.
В 2011 году закончил Московский институт современного академического образования по специальности юрист.
В 2008 году баллотировался в депутаты совета депутатов муниципального образования Перово в городе Москве II созыва, выборы выиграл.
Четыре года спустя также выдвинул свою кандидатуру на должность депутата муниципального образования Перово III созыва, выборы также выиграл.
В сентябре 2017 года в третий раз стал депутатом муниципального округа района Перово.

### Образование
- Московский институт современного академического образования (юрист)

### Глава муниципального округа Перово
Осенью 2017 года был избран главой Муниципального округа района Перово. До Тюрина на протяжении 12 лет главой муниципального округа района Перово являлся Алексей Космынин.